# Rietschen
Rietschen (szorb nyelven Rěčicy) település Németországban, azon belül Szászország tartományban. Lakosainak száma 2476 fő (2023. december 31.).

## Népesség
A település népességének változása:
| Lakosok száma | 2544 | 2539 | 2493 | 2507 | 2476 |
|               | 2017 | 2019 | 2021 | 2022 | 2023 |